# Ерік Тіле
Ерік Тіле (нім. Erik Thiele; нар. 5 червня 1996, Айленбург, Саксонія) — німецький борець вільного стилю, бронзовий призер чемпіонату Європи.

## Життєпис
Боротьбою почав займатися з 2002 року.
Виступає за спортивний клуб «KFC» Лейпциг. Тренером Еріка є його батько Свен Тіле — срібний призер чемпіонату світу, срібний та чотириразовий бронзовий призер чемпіонатів Європи, володар та бронзовий призер Кубків світу, учасник трьох Олімпійських ігор.

## Спортивні результати на міжнародних змаганнях

### Виступи на Олімпіадах
| Змагання                    | Збірна    | Вагова категорія          | Місце |
| --------------------------- | --------- | ------------------------- | ----- |
| Літні Олімпійські ігри 2024 | Німеччина | вільна боротьба, до 97 кг | 15    |

### Виступи на Чемпіонатах світу
| Змагання                        | Збірна    | Вагова категорія          | Місце |
| ------------------------------- | --------- | ------------------------- | ----- |
| Чемпіонат світу з боротьби 2018 | Німеччина | вільна боротьба, до 97 кг | 21    |
| Чемпіонат світу з боротьби 2019 | Німеччина | вільна боротьба, до 97 кг | 13    |
| Чемпіонат світу з боротьби 2022 | Німеччина | вільна боротьба, до 97 кг | 9     |
| Чемпіонат світу з боротьби 2023 | Німеччина | вільна боротьба, до 97 кг | 7     |

### Виступи на Чемпіонатах Європи
| Змагання                         | Збірна    | Вагова категорія          | Місце  |
| -------------------------------- | --------- | ------------------------- | ------ |
| Чемпіонат Європи з боротьби 2016 | Німеччина | вільна боротьба, до 97 кг | Бронза |
| Чемпіонат Європи з боротьби 2022 | Німеччина | вільна боротьба, до 97 кг | 5      |
| Чемпіонат Європи з боротьби 2023 | Німеччина | вільна боротьба, до 97 кг | 7      |
| Чемпіонат Європи з боротьби 2024 | Німеччина | вільна боротьба, до 97 кг | 7      |

### Виступи на інших змаганнях
| Змагання                                                       | Збірна    | Вагова категорія          | Місце  |
| -------------------------------------------------------------- | --------- | ------------------------- | ------ |
| Кубок Гранми з боротьби 2014                                   | Німеччина | вільна боротьба, до 97 кг | 5      |
| Кубок Канади з боротьби 2014                                   | Німеччина | вільна боротьба, до 97 кг | 4      |
| Турнір Олександра Медведя 2016                                 | Німеччина | вільна боротьба, до 97 кг | 7      |
| Олімпійський кваліфікаційний турнір з боротьби 2016 (Зренянин) | Німеччина | вільна боротьба, до 97 кг | 9      |
| Олімпійський кваліфікаційний турнір з боротьби 2016 (Стамбул)  | Німеччина | вільна боротьба, до 97 кг | 13     |
| Гран-прі Іспанії з боротьби 2016                               | Німеччина | вільна боротьба, до 97 кг | 5      |
| Золотий Гран-прі з боротьби 2016                               | Німеччина | вільна боротьба, до 97 кг | 12     |
| Турнір Володимира Семенова 2017                                | Німеччина | вільна боротьба, до 97 кг | Бронза |
| Cerro Pelado International 2018                                | Німеччина | вільна боротьба, до 97 кг | 4      |
| Турнір Дмитра Коркіна 2018                                     | Німеччина | вільна боротьба, до 97 кг | 9      |
| Henri Deglane Challenge 2019                                   | Німеччина | вільна боротьба, до 97 кг | 7      |
| Турнір Алі Алієва 2019                                         | Німеччина | вільна боротьба, до 97 кг | 8      |
| Гран-прі Іспанії з боротьби 2019                               | Німеччина | вільна боротьба, до 97 кг | Срібло |
| Меморіал Вацлава Циолковського 2019                            | Німеччина | вільна боротьба, до 97 кг | Бронза |
| Меморіал Маттео Пелліконе 2020                                 | Німеччина | вільна боротьба, до 97 кг | 18     |
| Гран-прі Франції Анрі Деглана 2021                             | Німеччина | вільна боротьба, до 97 кг | 7      |
| Олімпійський кваліфікаційний турнір з боротьби 2020 (Будапешт) | Німеччина | вільна боротьба, до 97 кг | Бронза |
| Олімпійський кваліфікаційний турнір з боротьби 2020 (Софія)    | Німеччина | вільна боротьба, до 97 кг | Бронза |
| Меморіал Маттео Пелліконе 2022                                 | Німеччина | вільна боротьба, до 97 кг | 5      |
| Гран-прі Іспанії з боротьби 2022                               | Німеччина | вільна боротьба, до 97 кг | Срібло |
| Перлина Македонії 2023                                         | Німеччина | вільна боротьба, до 97 кг | Бронза |
| Меморіал Імре Поляка та Яноша Варги 2023                       | Німеччина | вільна боротьба, до 97 кг | 5      |
| Меморіал Вацлава Циолковського 2023                            | Німеччина | вільна боротьба, до 97 кг | Бронза |
| Відкритий чемпіонат Загреба з боротьби 2024                    | Німеччина | вільна боротьба, до 97 кг | 11     |
| Олімпійський кваліфікаційний турнір з боротьби 2024 (Баку)     | Німеччина | вільна боротьба, до 97 кг | 12     |
| Олімпійський кваліфікаційний турнір з боротьби 2024 (Стамбул)  | Німеччина | вільна боротьба, до 97 кг | Золото |

### Виступи на змаганнях молодших вікових груп
| Змагання                                       | Збірна    | Вагова категорія          | Місце  |
| ---------------------------------------------- | --------- | ------------------------- | ------ |
| Чемпіонат Європи з боротьби серед кадетів 2011 | Німеччина | вільна боротьба, до 85 кг | 12     |
| Чемпіонат Європи з боротьби серед кадетів 2012 | Німеччина | вільна боротьба, до 85 кг | Бронза |
| Чемпіонат світу з боротьби серед кадетів 2012  | Німеччина | вільна боротьба, до 85 кг | 9      |
| Чемпіонат Європи з боротьби серед кадетів 2013 | Німеччина | вільна боротьба, до 85 кг | Бронза |
| Чемпіонат світу з боротьби серед кадетів 2013  | Німеччина | вільна боротьба, до 85 кг | 18     |
| Кубок Фрейденфельдса серед юніорів 2013        | Німеччина | вільна боротьба, до 84 кг | 8      |
| Чемпіонат Європи з боротьби серед юніорів 2013 | Німеччина | вільна боротьба, до 84 кг | Бронза |
| Чемпіонат світу з боротьби серед юніорів 2014  | Німеччина | вільна боротьба, до 96 кг | 8      |
| Чемпіонат Європи з боротьби серед юніорів 2015 | Німеччина | вільна боротьба, до 96 кг | Срібло |
| Чемпіонат світу з боротьби серед юніорів 2015  | Німеччина | вільна боротьба, до 96 кг | 9      |
| Чемпіонат світу з боротьби серед юніорів 2016  | Німеччина | вільна боротьба, до 96 кг | Срібло |
| Чемпіонат світу з боротьби до 23 років 2017    | Німеччина | вільна боротьба, до 97 кг | 15     |
| Чемпіонат Європи з боротьби до 23 років 2018   | Німеччина | вільна боротьба, до 97 кг | Бронза |
| Чемпіонат світу з боротьби до 23 років 2018    | Німеччина | вільна боротьба, до 97 кг | 9      |
| Чемпіонат Європи з боротьби до 23 років 2019   | Німеччина | вільна боротьба, до 97 кг | 7      |